# Cleora properata
Cleora properata är en fjärilsart som beskrevs av Walker 1860. Cleora properata ingår i släktet Cleora och familjen mätare. Inga underarter finns listade i Catalogue of Life.